# Steve Pink
Steve Pink (n 3 de febrero de 1966, Estados Unidos) es un productor, director, guionista y actor de cine y televisión estadounidense. Candidato a un Premio BAFTA. Ha dirigido Hot Tub Time Machine (2010) y producido y escrito High Fidelity (2000).

## Biografía
Steve Pink nació el 3 de febrero de 1966 en Estados Unidos. Ha asistido al Columbia College Chicago y a la Universidad de California. Fundó su propia productora, New Crime Productions, junto a John Cusack y Jeremy Piven.

## Filmografía
La filmografía detallada a continuación se refiere exclusivamente a participaciones en cine.

### Filmografía como director
| Año  | Película               |
| ---- | ---------------------- |
| 2006 | Accepted               |
| 2010 | Hot Tub Time Machine   |
| 2014 | About Last Night       |
| 2015 | Hot Tub Time Machine 2 |

### Filmografía como productor
| Año  | Película            |
| ---- | ------------------- |
| 1997 | Grosse Pointe Blank |
| 2000 | High Fidelity       |
| 2010 | Knight and Day      |

## Premios

### Premios BAFTA
| Año  | Categoría                     | Película      | Resultado |
| ---- | ----------------------------- | ------------- | --------- |
| 2001 | BAFTA al mejor guion adaptado | High Fidelity | Candidato |